# بيوت السبت (حزم العدين)

تعديل مصدري - تعديل

بيوت السبت محلة تابعة لقرية الجاهلي، التابعة لعزلة بني اسعد بمديرية حزم العدين إحدى مديريات محافظة إب في الجمهورية اليمنية، بلغ تعداد سكانها 55 حسب تعداد اليمن لعام 2004.